# Budaniv
Budaniv (Ucraniano: Буданів, Polonês: Budzanów, Russo: Буданов Budanov) é uma vila localizada na província de Ternopil, Ucrânia ocidental, existente desde 1549. Tem um população atual de 1.634 habitantes.
O estabelecimento foi fundado dentro 1549 nos bancos do Rio de Siret. A vila foi nomeada depois que um nobleman polonês,  (Polonês:Jakub Budzanowski), Halitz voevode. O terreno montanhoso da região atraiu sempre settlers novos e aproximadamente 1550 um castelo de madeira foi construído acima no pico de um dos montes. O castelo foi reconstruído no começo do 17o século. O castelo foi arruinado pelos Turks dentro 1675. Em 1765 (Polonês:Maria Potocka}, um countess polonês, fundou uma igreja Catholic nas ruínas do castelo.

## Povos
- Lee Strasberg, carregado aqui
- Soma Morgenstern